# الانتخابات الرئاسية التونسية 2009
أقيمت الانتخابات الرئاسية 2009 في تونس يوم الأحد 25 أكتوبر، وهي الانتخابات الرئاسية الخامسة في عهد الرئيس زين العابدين بن علي بعد انتخابات سنوات 1989، 1994، 1999، و2004. تباينت المواقف حول الانتخابات ونتائجها بين السلطة التي وصفتها بالشفافة والديمقراطية والمعارضة التي وصفتها بالمهزلة في حين شككت منظمة هيومن رايتس ووتش بحريتها ونزاهتها. يا إخوان هاي انتخابات مزيفة باختصار شديد بلاش تضيع وقت ع الفاضي 

## المرشحون
- زين العابدين بن علي (73 عام)، وهو رئيس الجمهورية منذ 1987، وقد أعلن ترشيحه لولاية خامسة في جويلية 2008 أثناء مؤتمر التجمع الدستوري الديمقراطي الحاكم. لقي ترشيحه دعما من حركة الديمقراطيين الاشتراكيين، الحزب الاجتماعي التحرري وحزب الخضر للتقدم.
- محمد بوشيحة (61 عام)، وهو موظف وأمين عام حزب الوحدة الشعبية المقرب من السلطة، ويشارك لثاني مرة بعد 2004.
- أحمد الإينوبلي (51 عام)، محامي سابق وأمين عام الاتحاد الديمقراطي الوحدوي، المؤيد للنظام، وهي ثاني مشاركة للحزب في الانتخابات الرئاسية بعد 1999.
- أحمد إبراهيم (63 عام)، جامعي والأمين الأول لحركة التجديد وهو مرشح المبادرة الوطنية من أجل الديمقراطية والتقدم وهي إطار عمل سياسي لعدد من القوى والشخصيات اليسارية.

### مرشحون سابقون
- أحمد نجيب الشابي، مؤسس الحزب الديمقراطي التقدمي وأحد أبرز شخصيات المعارضة التونسية وقد أعلن ترشيحه منذ فيفري 2008 لكنه قرر الانسحاب في أوت 2009 بعد رفض السلطات تعديل قانون سنته يفرض على المرشح أن يكون قائدا منتخبا في حزبه وهذا مالا ينطبق على الشابي الذي ترك الأمانة العامة للحزب عام 2006.
- مصطفى بن جعفر، الأمين العام لحزب التكتل الديمقراطي من أجل العمل والحريات وقد قدم ترشيحه للمجلس الدستوري في 24 سبتمبر 2009 إلا أنه رفض بسبب كونه لا يستوفي شرط أن يكون قائدا منتخبا لحزبه منذ عامين. ورغم أن بن جعفر على رأس التكتل منذ 1994 إلا أنه لم ينتخب من قبل مؤتمر الحزب إلا عام 2009. في 7 أكتوبر أعلن الحزب أن «التكتل من اجل العمل والحريات يدعم بكل حماس مرشح حركة التجديد أحمد إبراهيم للانتخابات الرئاسية ويدعو مناضلي الحركة إلى مساندته والتصويت لفائدته يوم الاحد 25 أكتوبر.» [2]

## تصريحات ومواقف
- حركة النهضة الإسلامية المحظورة آنذاك دعت إلى مقاطعة الانتخابات الرئاسية والتشريعية كما دعت «إلى حوار وطني حقيقي وشامل لكل القوى الوطنية».
- المؤتمر من أجل الجمهورية الذي يتزعمه المنصف المرزوقي وصف الانتخابات بأنها «حلقة جديدة من مهرجان التزييف الذي تسميه انتخابات والذي دأبت عليه منذ انتصابها قبل 22 سنة» ودعت إلى رفض «الاعتداء الجديد على سيادة الشعب وعلى كرامة كل واحد منكم بالصيغ التي ترونها وتبدعونها كل من موقعه ولا تلتزموا الصمت والمواقف السلبية المفضية للإحباط واليأس».
- حزب العمال الشيوعي التونسي الغير المعترف به من قبل السلطات دعى إلى مقاطعة «الانتخابات المهزلة» وإلى النضال من «أجل وضع حد للاستبداد».[3]
- الوحدويون الناصريون بتونس أصدروا بيانا في 11 أكتوبر 2009 أعلنوا فيه «مقاطعتهم لمهزلة الانتخابات الرئاسية والتشريعية لأن المقاطعة هي الحد الأدنى المطلوب لفضح العملية برمتها وتأكيد عزلة النظام».[4]

## الحملة الانتخابية
انطلقت الحملة الانتخابية في 11 أكتوبر وانتهت في 23 أكتوبر وقد تزامنت مع حملة الانتخابات التشريعية.
- اقتصرت حملة المرشح زين العابدين بن علي تقريبا على إلقاء خطاب أمام تجمع جماهيري في قاعة رادس المغطاة في 11 أكتوبر، وعلى زيارة القرية الانتخابية بالمنزه في 22 أكتوبر صحبة حرمه. فيما لم يقم بأي زيارة خارج العاصمة وقد لعبت حرمه ليلى بن علي دورا رئيسيا في الحملة بترأسها لعدة أنشطة وتجمعات مساندة.
- قام المرشح محمد بوشيحة بعدة اجتماعات في القصرين، تطاوين، بنزرت، بن عروس، المنستير...
- زار أحمد الإينوبلي عدة مدن من بينها تونس العاصمة، القصرين وجرجيس.
- أحمد إبراهيم الذي أعلن عزمه منافسة بن علي «الند بالند» زار عدة مدن إلا أنه اشتكى من المضايقات التي تضعها السلطات لعرقلته حسب تصريحاته.

## النتائج
| نتائج الانتخابات الرئاسية التونسية 2009 | نتائج الانتخابات الرئاسية التونسية 2009 | نتائج الانتخابات الرئاسية التونسية 2009 | نتائج الانتخابات الرئاسية التونسية 2009 | نتائج الانتخابات الرئاسية التونسية 2009 |
| الحزب                                   | الحزب                                   | المترشح                                 | عدد الأصوات                             | النسبة                                  |
| --------------------------------------- | --------------------------------------- | --------------------------------------- | --------------------------------------- | --------------------------------------- |
|                                         | التجمع الدستوري الديمقراطي              | زين العابدين بن علي                     | 4,238,711                               | 89.62%                                  |
|                                         | حزب الوحدة الشعبية                      | محمد بوشيحة                             | 236,955                                 | 5.01%                                   |
|                                         | الاتحاد الديمقراطي الوحدوي              | أحمد الإينوبلي                          | 179,726                                 | 3.80%                                   |
|                                         | حركة التجديد/المبادرة                   | أحمد إبراهيم                            | 74,257                                  | 1.57%                                   |
| العدد الإجمالي للأصوات                  | العدد الإجمالي للأصوات                  | العدد الإجمالي للأصوات                  | 4,440,187                               | 99.83%                                  |
| الأوراق البيضاء                         | الأوراق البيضاء                         | الأوراق البيضاء                         | 7,201                                   | 0.16%                                   |
| عدد المصوتين                            | عدد المصوتين                            | عدد المصوتين                            | 4,447,388                               | 100.00%                                 |
| نسبة المشاركة                           | نسبة المشاركة                           | نسبة المشاركة                           | 89.45%                                  | 89.45%                                  |

### النتائج حسب الدوائر
| الدائرة            | بن علي  | بوشيحة | إينوبلي | أحمد إبراهيم | نسبة المشاركة |
| ------------------ | ------- | ------ | ------- | ------------ | ------------- |
| أريانة             | 84,16 % | 7,18 % | 6,07 %  | 2,59 %       | 88,50 %       |
| باجة               | 90,45 % | 3,14 % | 5,43 %  | 0,98 %       | 89,66 %       |
| بنزرت              | 88,14 % | 5,45 % | 3,94 %  | 2,47 %       | 89,17 %       |
| بن عروس            | 89,17 % | 5,02 % | 4,49 %  | 1,32 %       | 87,88 %       |
| ڨابس               | 88,23 % | 5,73 % | 4,12 %  | 1,92 %       | 90,81 %       |
| ڨفصة               | 89,72 % | 4,92 % | 4,61 %  | 0,75 %       | 91,41 %       |
| جندوبة             | 88,39 % | 5,97 % | 3,29 %  | 2,35 %       | 88,55 %       |
| القيروان           | 88,76 % | 4,78 % | 4,53 %  | 1,93 %       | 90,37 %       |
| الكاف              | 89,02 % | 5,18 % | 4,87 %  | 0,93 %       | 89,22 %       |
| الڨصرين            | 91,03 % | 4,02 % | 3,72%   | 1,23 %       | 90,46 %       |
| ڨبلي               | 91,07 % | 5,47 % | 3,01 %  | 0,45 %       | 92,42 %       |
| المهدية            | 89,35 % | 5,85 % | 3,69 %  | 1,11 %       | 87,25 %       |
| منوبة              | 88,13 % | 4,74 % | 5,39 %  | 1,74%        | 89,16 %       |
| مدنين              | 87,95 % | 6,52 % | 3,79 %  | 1,74 %       | 89,83 %       |
| المنستير           | 93,88 % | 3,25 % | 2,09 %  | 0,78 %       | 91,42 %       |
| نابل               | 89,22 % | 4,45 % | 4,06 %  | 2,27 %       | 88,39 %       |
| صفاقس الأولى       | 87,25 % | 7,02 % | 3,81 %  | 1,92 %       | 87,40 %       |
| صفاقس الثانية      | 88,36 % | 4,98 % | 4,74 %  | 1,92 %       | 88,33 %       |
| سيدي بوزيد         | 90,81 % | 5,11 % | 3,79 %  | 0,29 %       | 91,22 %       |
| سليانة             | 91,10 % | 6,08 % | 1,88 %  | 0,94 %       | 90,13 %       |
| سوسة               | 92,37 % | 4,18 % | 2,39 %  | 1,06 %       | 90,53 %       |
| تطاوين             | 90,65 % | 5,81 % | 2,98 %  | 0,56 %       | 93,27 %       |
| توزر               | 92,57 % | 4,83 % | 2,18 %  | 0,42 %       | 89,86 %       |
| تونس الأولى        | 86,71 % | 5,78 % | 4,03 %  | 3,48 %       | 88,42 %       |
| تونس الثانية       | 89,76 % | 4,85 % | 4,12 %  | 1,27 %       | 86,25 %       |
| زغوان              | 89,93 % | 4,80 % | 3,72 %  | 1,55 %       | 90,77 %       |
| التونسييون بالخارج | 94,85 % | 2,72 % | 1,66 %  | 0,77 %       | 90,25 %       |
| المجموع            | 89,62 % | 5,01 % | 3,80 %  | 1,57 %       | 89,40 %       |

## وصلات خارجية
- موقع الانتخابات الرسمي[وصلة مكسورة]